# Llac del Mont Cenis
El llac del Mont Cenis és un llac artificial situat al massís del Mont Cenis, a la rodalia del coll del Mont Cenis, a 1.974 msnm d'altitud. Pertany a la comuna de Lanslebourg-Mont-Cenis, a la Vall Cenischia, al departament de la Savoia, regió d'Alvèrnia-Roine-Alps, França.
És un llac artificial, retingut per una presa de 120 metres d'alçada i una capacitat de 315 hectòmetres cúbics, situada prop de la frontera entre França i Itàlia. Encara que es troba totalment en territori francès pels acords del Tractat de París de 1947 (establiment de fronteres del final de la Segona Guerra Mundial), el llac s'encara al vessant italià del Coll del Mont Cenis. Així, tornant als seus límits històrics anteriors a l'annexió de Savoia per França. Al voltant del llac, a l'esquerra orogràfica s'hi troben els cims de la Pointe de Ronce (3.612 msnm), la Pointe du Lamet (3.504 msnm), la Pointe du Vieux (3.464 m), la Pointe du Chapeau (3.419 m) i la Signal du Grand Mont Cenis (3.377 m). A la dreta orogràfica, el Mont Giusalet (3.312 msnm) i el Mont Malamot (2.917 msnm). A l'oest de la presa, en direcció al coll del Petit Mont Cenis, tanquen aquest majestuós amfiteatre natural la Pointe Clairy (3.161 m) i la Pointe de Bellecombe (2.795 m).
Al llac hi aporta aigües una conca de 295 km², tot i que de fet està situat interrompent el curs del torrent de muntanya anomenat Cenischia (italià) o Cenise (francès), al lloc on en el passat hi havia un petit llac natural. El llac desguassa mitjançant el mateix Cenischia, que al seu torn desemboca al Dora Riparia, un afluent del Po. Per tant, el llac és part de la conca del Po.
Hi fou construïda un primer dic de contenció d'aigües el 1921. La presa actual és de 1968 i no és un mur de formigó, sinó un dic de material natural. El llac alimenta les plantes hidroelèctriques de Venaus (Itàlia) i de Villarodin (França).

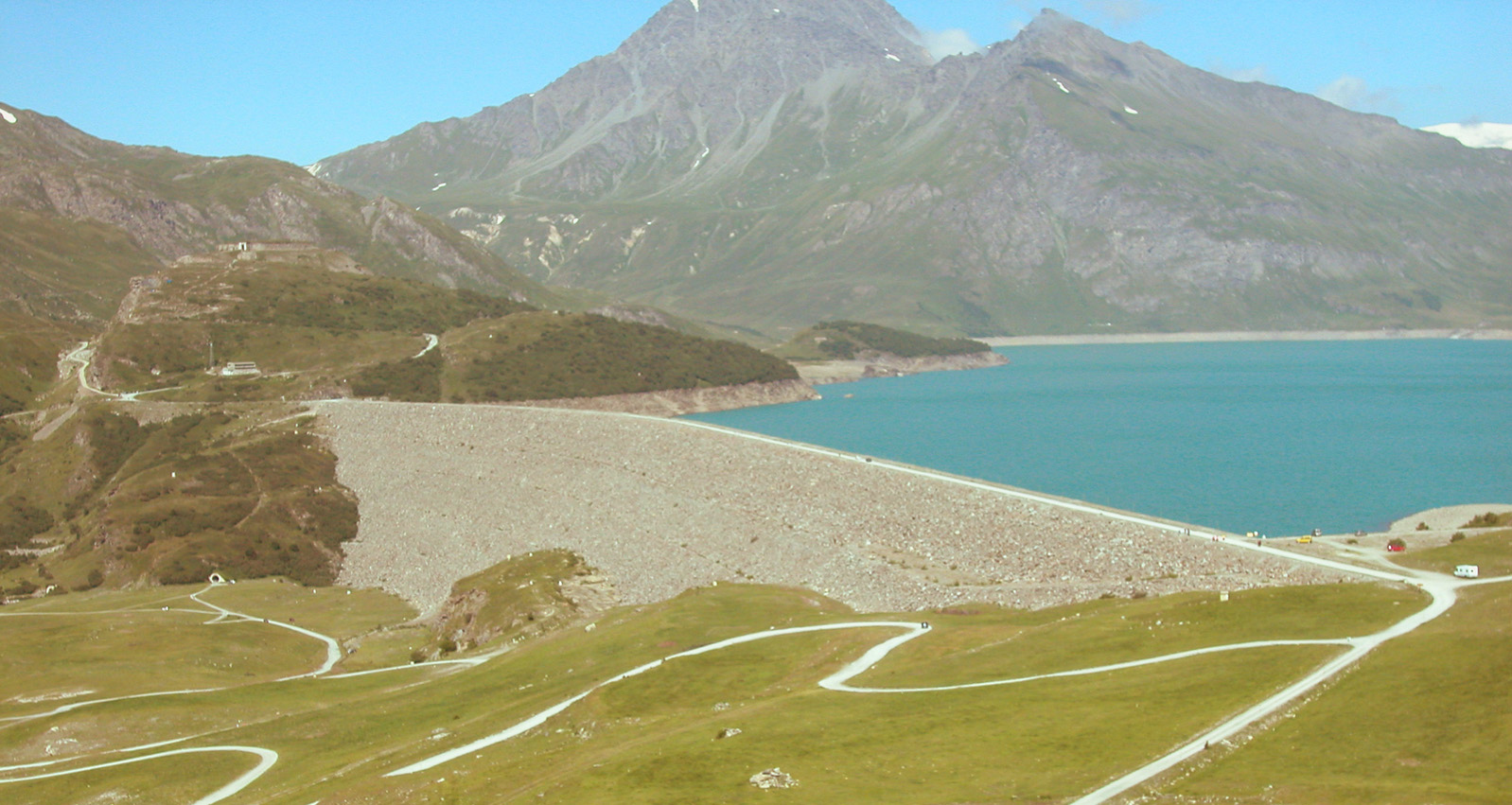
Presa del Mont Cenis